# 井冈山 (电视剧)
《井冈山》，中国大陆战争题材电视剧，导演金韬，主演王霙、王伍福、潘雨辰、黄鹏、宋佳伦。

## 剧情
1927年，蒋介石发动了对中国共产党势力的围剿行动，为了挽救危局，毛泽东转入井冈山，开辟了井冈山革命根据地，后朱德、陈毅率领部队到井冈山与毛泽东会师。

## 演出
| 演员   | 角色   | 备注 |
| 王霙   | 毛泽东 |      |
| 沈保平 | 蒋中正 |      |
| 王伍福 | 朱德   |      |
| 刘劲   | 周恩来 |      |
| 程愫   | 楊開慧 |      |
| 潘雨辰 | 贺子珍 |      |
| 黄鹏   | 陈毅   |      |
| 耿聖凱 | 王爾琢 |      |
| 秦衛東 | 曾士峨 |      |
| 宋佳伦 | 王佐   |      |
| 刘鉴   | 袁文才 |      |
| 李梁   | 宛希先 |      |
| 姚居德 | 彭德怀 |      |
| 东靖川 | 林彪   |      |
| 刘凌志 | 粟裕   |      |
| 温浩鐸 | 罗荣桓 |      |
| 曹凯   | 何挺颖 |      |
| 叶欢   | 方小凤 |      |
| 侯勇   | 卢德铭 |      |
| 刘之冰 | 瞿秋白 |      |
| 金韬   | 刘安恭 |      |
| 張頁石 | 杜修經 |      |
| 李大强 | 朱培德 |      |
| 段宇华 | 何键   |      |

## 制作
该剧是“中国人民解放军建军80周年”献礼剧。
该剧的制作方是中央电视台文艺中心影视部、南京军区政治部前线文工团、江西电视台和中央纪委电教中心，出品方是中国中央电视台、解放军总政治部宣传部、江西省委宣传部、南京军区政治部和中央纪委宣教室。
该剧曾在江西省的井冈山市、兴国县、吉安市，浙江省的宁波市、金华市，广东省的中山市，俄罗斯的莫斯科、圣彼得堡取景。摄影师是顾克利。
2007年7月22日，该剧在人民大会堂首映。
该剧讲述了毛泽东、杨开慧、贺子珍的爱情纠葛，袁文才、王佐被冤杀的故事。
由于该剧的热播，致使井冈山的游客大增。

## 奖项
第20届中国人民解放军电视剧“金星奖”特等奖。
第24届中国电视金鹰奖优秀长篇电视剧奖。
第27届电视剧“飞天奖”长篇电视剧二等奖。